# 中國香港游泳總會
中國香港游泳總會（英語：Hong Kong China Swimming Association），前稱香港業餘游泳總會（英語：Hong Kong Amateur Swimming Association），是專門管轄香港游泳、跳水、水球、韻律泳和公開水域游泳事務的組織。該組織成立於1950年，並在1960年4月28日註冊為社團。現時，中國香港游泳總會是國際游泳總會和亞洲游泳總會的成員，旗下的主要比賽包括各分齡和校際賽事。

## 資料來源
1. ↑  .   [2013-12-04]. （原始内容存档于2017-07-03）.

## 外部連結
- 官方网站